# Koenraad van Monferrato
Koenraad van Monferrato, ook wel bekend als Koenraad I van Jeruzalem, (?, 1144 - Tyrus, 28 april 1192) was een belangrijke schakel in de Derde Kruistocht. Hij was formeel koning van Jeruzalem vanaf 24 november 1190, maar werd dat officieel in 1192, een aantal dagen voor zijn dood.

## Jeugd
Koenraad was de tweede zoon van markies Willem V van Monferrato, bijgenaamd de Oudere, en Judith van Babenberg. Hij was een neef van keizer Frederik I Barbarossa, Lodewijk VII van Frankrijk en Leopold V van Oostenrijk.
Koenraad wordt voor het eerst genoemd in een geschrift uit 1160, waar hij zijn oom Koenraad van Babenberg, bisschop van Passau bijstaat. Deze zou later bisschop van Salzburg worden. Koenraad is vermoedelijk rond deze periode 15 jaar oud, zijn juiste geboortedatum is echter onbekend.
Hij was een actief diplomaat rond zijn 20e en werd een militair commandant. Hij bestreed samen met leden van zijn familie de Lombardaanse divisie. Rond 1178 zou Koenraad getrouwd zijn met een dochter van graaf Meinhard I van Götz, zij overleed echter in 1186 zonder nakomelingen.

## Verdediging van het koninkrijk Jeruzalem
In juli 1187 vertrok Koenraad vanuit Genua. Zijn eerste intentie was om zijn vader, die het kasteel van Sint Elias in handen had, te ondersteunen in Palestina. Hij arriveerde eerst in Akko, maar zag hoe de stad in moslimhanden was gekomen, waarna hij noordelijk voer naar Tyrus. Hier trof hij de overblijfselen aan van het Christelijke leger dat verslagen was door de moslims bij de Slag bij Hattin. Saladin had inmiddels koers gezet richting het noorden, en had onderweg de steden Akko, Sidon en Beiroet ingenomen. Raymond III van Tripoli, zijn stiefzonen Reginald van Sidon en andere heren van adel, die de slag ontvlucht waren, kwamen allen naar Tyrus. Degenen met eigen grondgebied wilden niet in Tyrus blijven maar hun gebied verdedigen, Raymond van Tripoli overleed al spoedig bij terugkomst in Tripoli.
Reginald van Sidon zou het leiderschap op zich hebben genomen en beraadde een onderhandeling om zich over te geven aan Saladin. Bij deze onderhandeling zou Koenraad een banier van Saladin omver hebben gegooid, waarna hij onvoorwaardelijke steun vroeg aan de bewoners van Tyrus. Reginald wilde hier niet aan meewerken en trok zich terug in zijn kasteel 'Belfort bij de rivier Litani. Koenraad organiseerde zijn verdediging in en op de stadsmuren. Toen Saladin arriveerde, zagen de moslims dat de stad goed verdedigd was. De stad doorstond een handvol aanvallen, waarna Saladin het beleg opgaf en zich zuidelijker richtte op Caesarea, Arsuf en Jaffa.
In november 1187 keerde Saladin weer terug en deed een nieuwe poging de stad in te nemen. Saladin presenteerde Koenraads vader voor de poorten van de stad, die bij de Slag bij Hattin opgepakt was. Hij zou zijn vader vrijlaten en hem dure geschenken geven als hij de stad overdroeg aan de moslims. Zijn vader riep om stand te houden, zelfs als de moslims hem dreigden te doden. Koenraad riep dat het misschien wel beter was, want zijn vader Willem had een mooi lang leven gehad, en richtte zelf zijn kruisboog naar zijn vader. Koenraad had Saladins bluf ingezien, want zijn vader werd netjes vrijgelaten en overgedragen aan Koenraad.

## Familie
Koenraads broer Bonifatius was een van de leiders van de Vierde Kruistocht, zijn jongste broer Reinier was een schoonzoon van de Byzantijns keizer Manuel I Comnenus en zijn oudste broer Willem was de eerste man van Sibylla van Jeruzalem en vader van Boudewijn V van Jeruzalem. Koenraad zelf werd kortstondig graaf van Monferrato nadat zijn vader overleed in 1191. Koenraad trouwde in 1192 voor een derde keer, nu met Isabella van Jeruzalem de halfzus van Sibylla, ze kregen samen een dochter Maria van Monferrato die in 1205 koningin van Jeruzalem werd. Koenraads tweede vrouw Theodora leefde nog in 1190.

## Aanslag
Rond april 1192 werd er om het vacante koningschap van Jeruzalem gestemd, waarbij alle baronnen stemden op Koenraad. Guy de Lusignan werd door koning Richard gecompenseerd met het eiland Cyprus als verlies van het koningschap.
Op 28 april was een hoogzwangere Isabella net teruggekeerd uit Hammam om met Koenraad te dineren, maar omdat ze laat was, miste ze net de afspraak met Koenraad en bisschop Filips van Beauvais. Ondertussen keerde Koenraad weer terug naar zijn onderkomen maar werd onderweg aangevallen door twee Hashashin-huurlingen, die hem minstens twee keer in de borst staken, voor en achter. Koenraads wachters wisten er een te doden en de ander gevangen te nemen. Koenraad stierf niet lang daarna aan zijn verwondingen.